# Convento agustino de Santa Cruz de la Sierra
Las ruinas del convento agustino de Santa Cruz de la Sierra se hallan situadas en la parte alta de esta localidad de la provincia de Cáceres, Extremadura, no lejos de la Autovía del Suroeste o A-5.
La planta del templo es de cruz latina, cubierto con bóveda de cañón coronada por una cúpula semiesférica sobre pechinas en el crucero. El acceso al interior se efectúa a través de una portada con arco de medio punto y dovelas levemente almohadilladas, destacando a los lados de una hornacina central los escudos de los Chaves y Mendoza, casi idénticos a los que decoran la fachada del palacio que la familia tuvo en Trujillo y cuya puerta guarda gran similitud con esta. Hay restos de pinturas murales con motivos vegetales, geométricos y animados. De los retablos e imágenes que tuviese, solo se conservan una pequeña talla de granito de San Agustín, datable hacia 1700, así como las efigies de Nuestra Señora de la Consolación y Santa Rita, llevadas a la parroquia a mediados del siglo XIX.
Forma parte de la lista roja de patrimonio en peligro de Hispania Nostra.

## Historia

### De oratorio franciscano a monasterio agustino
A finales del siglo XV, se produce en Extremadura un fuerte movimiento reformista de la congregación franciscana, algunos de cuyos miembros, empujados por los ideales que un tal fray Juan de la Puebla ha traído de Italia, tratan de volver a las exigencias del cristianismo primitivo, llevando sobre todo una vida de pobreza, oración y penitencia en lugares solitarios, apartándose así de la progresiva relajación en que ha caído la Orden.
Pero, pese a la pertinente licencia papal y aun al amparo de algunos nobles extremeños, ni las autoridades civiles ni las eclesiásticas parecen ven con buenos ojos semejantes intentos reformadores. Así, dos seguidores de los nuevos principios, fray Juan de Guadalupe y fray Pedro de Melgar, están a punto de ser apresados. Ante tales expectativas, el primero decide huir a Roma, mientras que fray Pedro, con otros monjes, opta por refugiarse en la Sierra de Santa Cruz.
Sea como fuese, poco se sabe de por qué eligieron esa zona en concreto ni del lugar preciso donde se instalaron; solo que su estancia no llegó a tres años (en 1504, Julio II ordena «restituirles todas las casas y eremitorios que les fueron arrebatados») y que ya por entonces el obispo de Plasencia Pedro González Acebedo, entre otros, manifiesta habérsele aparecido «unas luces que han salido de este sitio, [donde] estuvo tres meses pidiendo a Dios le declarase su voluntad…»
También Moreno de Vargas escribe al respecto:

De ordinario se ven unas luces milagrosas, y se entiende son señales de que allí están escondidos algunos cuerpos de santos, pues otras semejantes luces se han visto adonde había cosas de este género.

Moreno de Vargas, Bernabé (1633). Historia de la ciudad de Mérida.

Tampoco se conocen suficientes detalles acerca de la posible relación entre la llegada de los primeros monjes a Santa Cruz y la fundación del monasterio por parte de la Orden agustina en 1629, algo más de dos años después de que el pueblo fuese vendido por Felipe IV a Juan de Chaves y Mendoza y, consecuentemente, disociado de la denominada Tierra de Trujillo.

### SiglosXVIIIyXIX
Los primeros años del siglo XVIII traen consigo la aparición de nuevas hostilidades y, con ellas, la adscripción de la Orden al bando triunfador de Felipe V, rey de España desde finales de 1700.
Así las cosas, los fieles siguen creyendo en los efectos sanadores de las supuestas «aguas milagrosas» del pozo inmediato al convento, las mismas «luces misteriosas» de siempre continúan brillando en la noche…, mientras que la ausencia hasta del más sencillo objeto sagrado a quien atribuirlos lleva a los monjes a ver en Santa Rita la divina causante de tales prodigios:

Santa Rita de Casia,
monja agustina,
que de los imposibles
eres madrina.

Su fama de «abogada de lo imposible», pues, no tarda en extenderse por la zona.
Pero la aparente prosperidad de los recoletos de Santa Cruz –y aun del propio pueblo– dura poco (según el Interrogatorio de la Real Audiencia de Extremadura, el 14 de febrero de 1791 solo quedan en él doce sacerdotes y cuatro legos, cuyo sostenimiento proviene, sustancialmente, de las propiedades donadas por los fieles, así como de las limosnas recogidas en concepto de misas y sermones).
Por último, el decreto de supresión de los conventos de religiosos, dado a 25 de julio de 1835, acaba directamente con los tres monasterios agustinos de la provincia: los de Valdefuentes, Deleitosa y este. Forman la comunidad en ese momento (18 de septiembre) el prior, dos sacerdotes, seis estudiantes y tres legos.